# 岸本才三
岸本 才三（きしもと さいぞう、1928年〈昭和3年〉5月15日 - 2014年〈平成26年〉1月17日）は、日本の元海軍航空隊員、元公務員、元ヤクザ。指定暴力団・六代目山口組最高顧問、岸本組組長。兵庫県神戸市出身。

## 来歴
兵庫県神戸市に農家の息子として生まれる。海軍航空隊を志願するが出撃前に終戦を迎え、復員後に神戸市交通局に入庁し昭和36年（1961年）まで籍を置いている。
三代目山口組（組長は田岡一雄）入りしたのは昭和30年（1955年）頃で、中山組・中山一美組長（後に山口組若頭補佐）の舎弟となっている。その後昭和48年（1973年）12月に田岡一雄から盃をもらい、山口組直参となり、翌年には組長秘書になった。

昭和57年（1982年）2月4日、大阪市生野区の今里胃腸病院で、山口組若頭山本健一は、肝硬変に腎不全を併発して死去した。これを切っ掛けに山口組四代目跡目問題が浮上した。岸本才三は、山口組四代目に竹中組・竹中正久組長を推すグループに属した。
山口組の中では特に宅見勝と行動を共にした。
昭和59年（1984年）6月5日午後3時、山口組直系組長会で、竹中正久は、山口組四代目組長就任の挨拶をした。
同年6月23日、岸本才三は筆頭若頭補佐兼本部長に就任した。
昭和59年（1984年）8月5日、山一抗争が勃発した。
昭和63年（1988年）6月ごろ、山口組五代目跡目問題が浮上した。平成元年4月下旬、岸本才三は神戸市花隈の山健組事務所で、渡辺芳則、近松組・近松博好組長らと竹中武（竹中正久の弟）を山口組に留め置くことを確認し、竹中武の連れ戻しを協議した。しかし、竹中武の連れ戻しに反対だった宅見勝の根回しによって竹中武の連れ戻しを断念した。渡辺芳則も宅見勝の考えに同調し、竹中武の連れ戻しは白紙になった。
同年5月27日、渡辺芳則は、山口組最高顧問を新設し、岸本才三は舎弟となり、山口組総本部長となった。
同年6月4日、岸本才三、西脇和美、神戸市の佐藤組・佐藤邦彦組長が、竹中武を訪ね、「竹中正久の位牌と仏壇を受け取ってもらいたい」と頼んだ。竹中武は竹中正久の位牌と仏壇を受け取った。
中野会会長襲撃事件の後始末をめぐる不満から平成9年（1997年）8月28日に起きた宅見若頭射殺事件では、野上哲男副本部長とともに宅見若頭と新神戸オリエンタルホテルに同行・同席していたが、標的にはならなかった。
司忍六代目の下では、総本部長を退任し最高顧問に就任。
平成19年（2007年）10月5日の山口組定例会で、引退が発表された。
2014年1月17日午後、死去した。85歳没。詳しい死因は不明だが、病死とみられる。